# Grząby Bolmińskie (wzgórze)
Grząby Bolmińskie – wzgórze (330 m n.p.m.) w paśmie o tej samej nazwie w Górach Świętokrzyskich. 

## Opis szczytu
Wzgórze jest zbudowane z wapieni jurajskich. Jego północne stoki porasta las mieszany, od południa pod szczyt podchodzą pola uprawne wsi Bolmin. 
Porośnięty krzakami wierzchołek znajduje się nieco na północ od miejsca, w którym ustawiony jest znak informacyjny. 

## Szlaki turystyczne
Przez wzgórze przechodzi pieszy żółty szlak turystyczny Wierna Rzeka - Chęciny; Grząby Bolmińskie znajdują się na nim między Miedzianką a Gliniankami.
 Istnieje również możliwość wejścia na szczyt od wsi Bolmin, przez który przechodzi niebieski szlak turystyczny. Od szlaku tego należy odejść w centrum wsi i poruszać się w kierunku północny nieco ponad 1 km nieszlakowaną drogą.

## Odznaki turystyczne
Pomimo faktu, że wzgórze jest drugim co do wysokości wzniesieniem pasma, w którym się znajduje, jest zaliczane do odznaki turystycznej Korona Gór Swiętokrzyskich jako jego reprezentant. 